# The Rise and Fall of the Great Powers

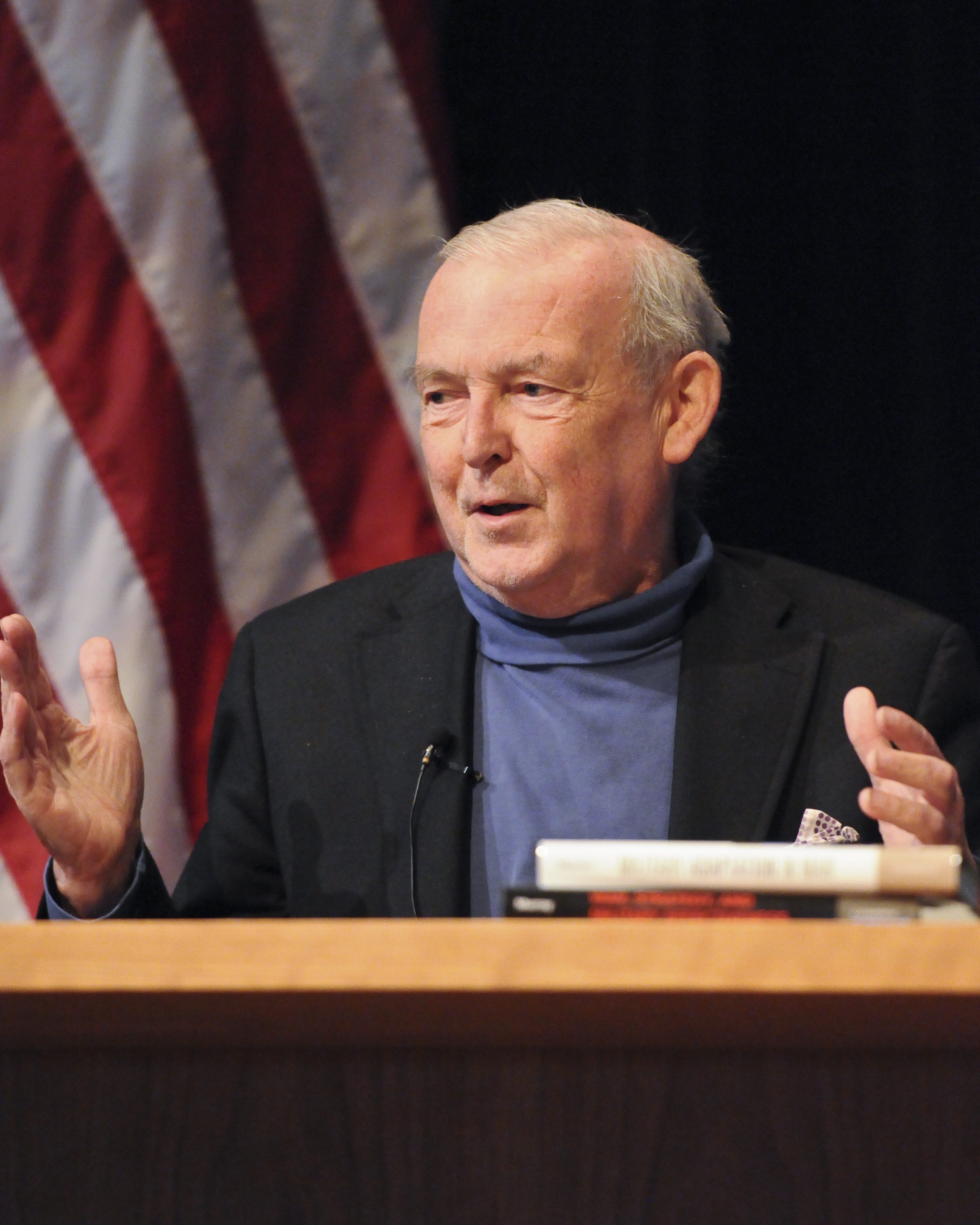
Prof. Paul Kennedy

El Ascenso y Caída de las Grandes Potencias: Cambio Económico y Conflictos Militares del 1500 al 2000, de Paul Kennedy, publicada por primera vez en 1987, estudia la política y la economía de las Grandes Potencias de 1500 a 1980 y la razón de su decadencia. Luego continúa por la previsión de los puestos de China, Japón, la Comunidad Económica Europea (CEE), la Unión Soviética y los Estados Unidos hasta el final del siglo XX.

## Resumen

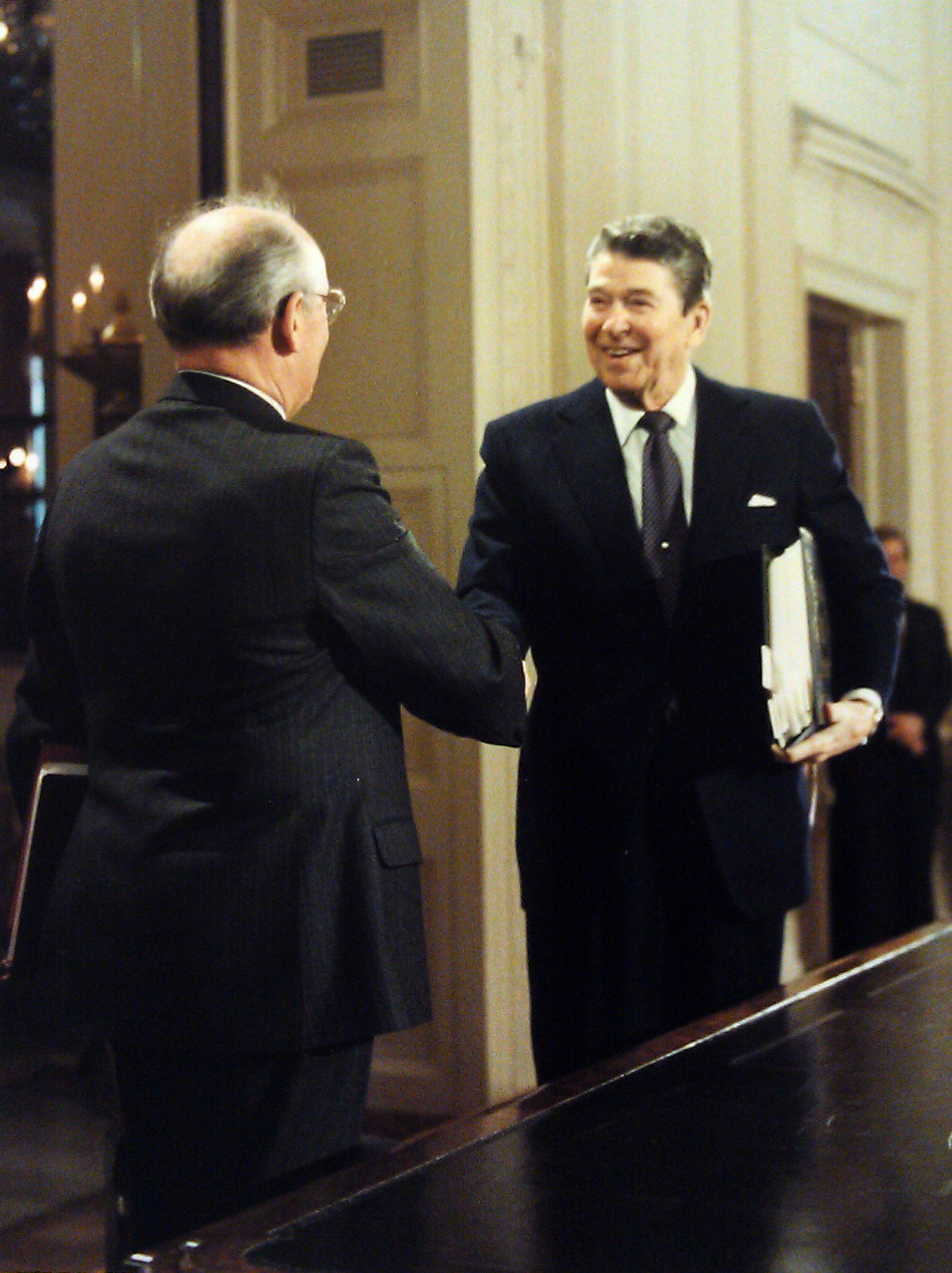
Reagan - Gorbachov encuentro de 1987-12-07

Kennedy argumenta que la fuerza de una Gran Potencia puede medirse adecuadamente solo en relación con otras potencias, y proporciona una tesis directa y persuasivamente argumentada: la supremacía de la Gran Potencia (a largo plazo o en conflictos específicos) se correlaciona fuertemente con los recursos disponibles y la durabilidad económica. La sobreextensión militar y una disminución relativa concomitante son las amenazas constantes que enfrentan las potencias cuyas ambiciones y requisitos de seguridad son mayores de lo que su base de recursos puede proporcionar.
A lo largo del libro, reitera su declaración inicial (página 71): "Los esfuerzos militares y navales no siempre han sido la razón de ser de las nuevas naciones-estados, pero ciertamente fue su actividad más costosa y apremiante", y siguen siendo tales hasta la disminución de su potencia. Concluye que los países en declive pueden experimentar mayores dificultades para equilibrar sus preferencias de armas, mantequilla e inversiones.
Kennedy afirma su teoría en el segundo párrafo de la introducción de la siguiente manera:
   "El conflicto militar al que se hace referencia en el subtítulo del libro siempre se examina en el contexto del cambio económico. El triunfo de cualquier Gran Potencia en este período, o el colapso de otra, ha sido por lo general consecuencia de la larga lucha de sus fuerzas armadas; pero también han sido las consecuencias de la utilización más o menos eficiente de los recursos económicos productivos del estado en tiempos de guerra y, además, en segundo plano, de la forma en que la economía de ese estado había estado subiendo o bajando, en relación con las otras naciones líderes, en las décadas anteriores al conflicto real. Por esa razón, cómo la posición de una Gran Potencia cambia constantemente en tiempos de paz, esto es tan importante para este estudio como la forma en que lucha en tiempo de guerra".
Kennedy agrega en la misma página:
   "Las fortalezas relativas de las principales naciones en los asuntos mundiales nunca se mantienen constantes, principalmente debido a la desigual tasa de crecimiento entre las diferentes sociedades y de los avances tecnológicos y organizativos que brindan una mayor ventaja a una sociedad que a otra".

## La Edad Moderna preindustrial
El libro comienza en la línea divisoria entre el Renacimiento y la historia moderna temprana situándola en torno al año 1500 (Capítulo 1). Discute brevemente sobre la Dinastía Ming (página 4) y los mundos musulmanes (página 9) y el ascenso de las potencias occidentales en relación con ellos (página 16). El libro procede cronológicamente, observando cada uno de los cambios de poder a lo largo del tiempo y el efecto sobre otras Grandes Potencias y los "Poderes Intermedios".
Kennedy usa una serie de medidas para indicar la fuerza real, relativa y potencial de las naciones a lo largo del libro. Cambia la métrica del poder en función del punto en el tiempo. 

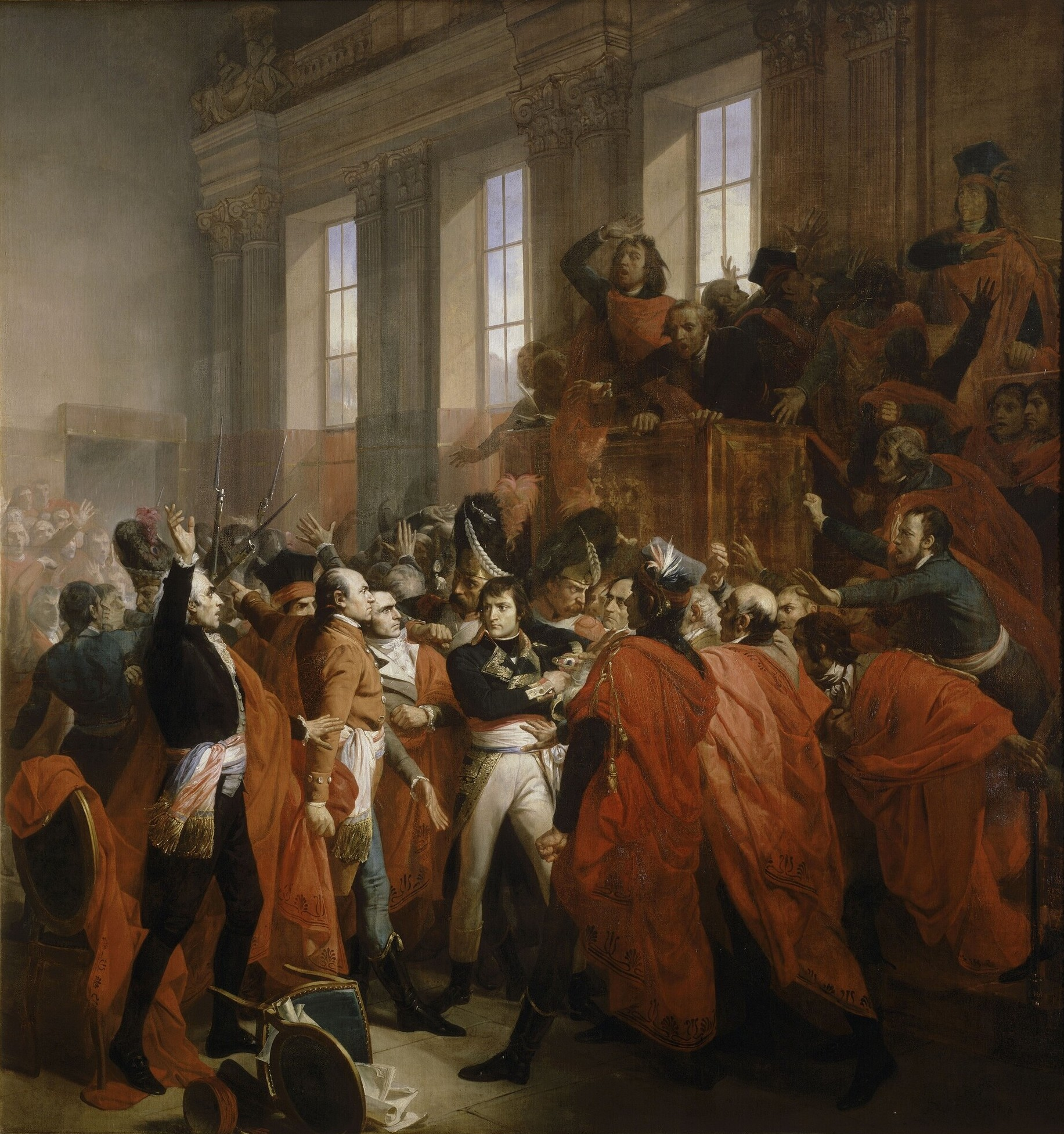
Bouchot - Le general Bonaparte au Conseil des Cinq-Cents

El capítulo 2, "La apuesta de los Habsburgo por el dominio, 1519-1659", enfatiza el papel de la "revolución de los recursos humanos" en el cambio de la forma en que los europeos lucharon en las guerras. Este capítulo también enfatiza la importancia de las fronteras políticas de Europa en la formación de un equilibrio político de poder:
   "El argumento en este capítulo no es, por lo tanto, que los Habsburgo fracasaran completamente en hacer lo que otros poderes lograron tan brillantemente. Aquí no hay evidentes contrastes en evidencia, el éxito y el fracaso deben medirse por diferencias muy estrechas. las Provincias Unidas, fueron sometidas a una severa presión por la constante fuga de recursos para las campañas militares y navales ... La victoria de las fuerzas anti-Habsburgo fue, por lo tanto, marginal y relativa. La habían logrado, pero solo justamente, por mantener el equilibrio entre su base material y su poder militar mejor que sus oponentes Habsburgo". (página 72)

## Imperialismo europeo

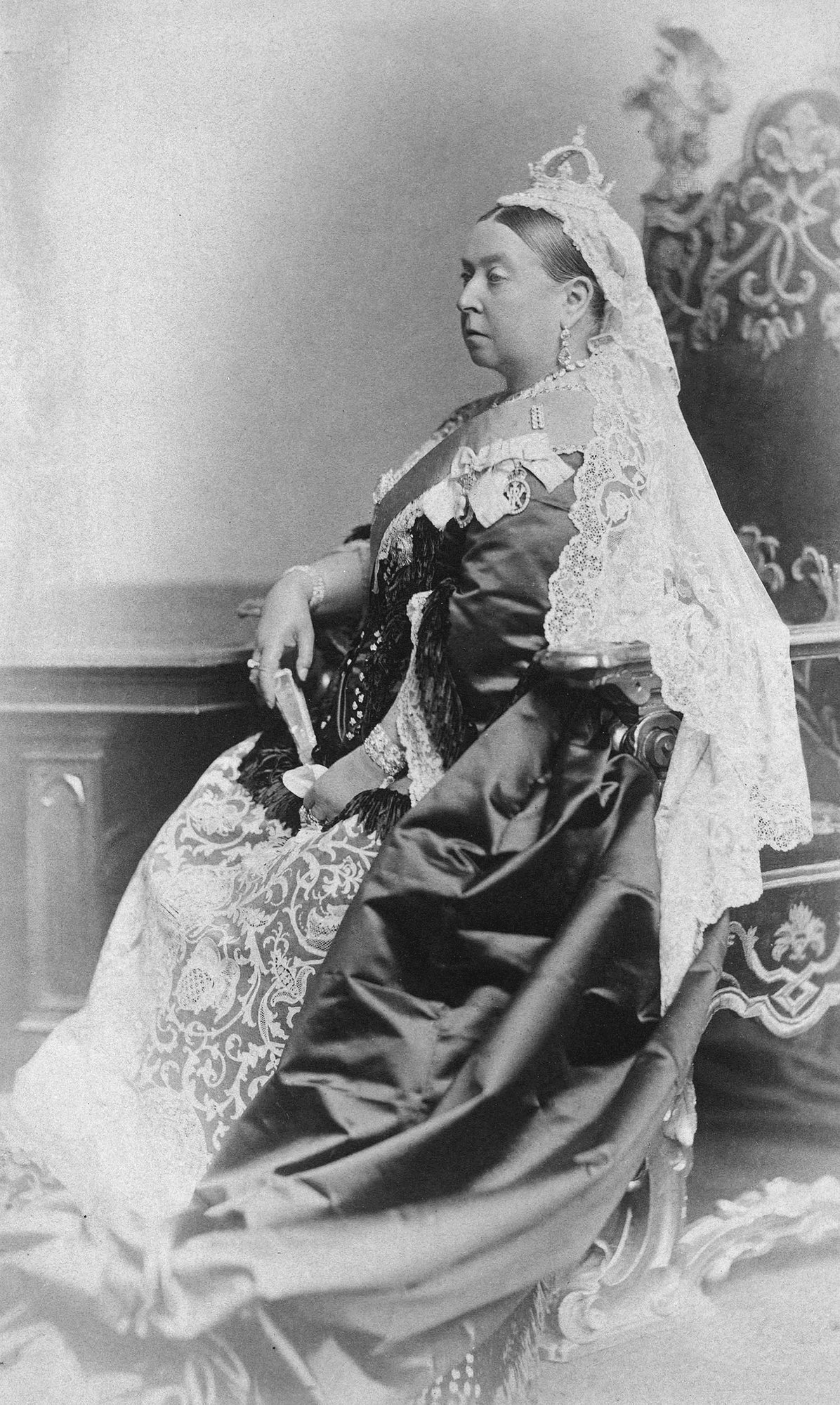
Queen Victoria 1887

La caída de los Habsburgo se traduce en la tesis del Capítulo 3, de que el poder financiero reinó entre 1660 y 1815, utilizando a Gran Bretaña, Francia, Prusia, Austria-Hungría y Rusia para contrastar la potencias que podrían financiar sus guerras (Gran Bretaña y Francia) y potencias que necesitaban un patrocinio financiero necesario para movilizar y mantener una gran fuerza militar en el campo. Kennedy presenta una tabla (página 81, Tabla 2) de "Gastos e ingresos británicos en tiempo de guerra"; entre 1688 y 1815 que es especialmente ilustrativa, mostrando que Gran Bretaña pudo mantener préstamos en alrededor de un tercio de los gastos de guerra británicos durante ese período
   Total de gastos de guerra, 1688-1815: 2.293.483.437 libras,
   Ingreso total: 1.622.924.377 libras,
   Saldo recaudado con préstamos: 670.559.060 libras,
   Préstamos como % del gasto: 33.3%
El capítulo también argumenta que la fortaleza financiera británica fue el factor más decisivo en sus victorias sobre Francia durante el siglo XVIII. Este capítulo termina con las Guerras Napoleónicas y la fusión de la fortaleza financiera británica con una fuerza industrial recién descubierta.

## Revolución industrial
Los siguientes dos capítulos dependen en gran medida de los cálculos de Bairoch de industrialización, midiendo todas las naciones por un índice, donde 100 es la tasa de industrialización británica per cápita en 1900. El Reino Unido crece de 10 en 1750, a 16 en 1800, 25 en 1830, 64 en 1860, 87 en 1880, hasta 100 en 1900 (página 149). En contraste, la industrialización per cápita de Francia fue de 9 en 1750, 9 en 1800, 12 en 1830, 20 en 1860, 28 en 1880 y 39 en 1900. 
Las proporciones relativas de la producción manufacturera mundial (también aparecen por primera vez en la página 149) se utilizan para estimar los picos y valles de poder para los estados principales. China, por ejemplo, comienza con el 32,8% de la fabricación mundial en 1750 y cae tras la primera guerra del Opio, la segunda guerra del Opio y la Rebelión de Taiping hasta el 19,7% de la fabricación mundial en 1860 y el 12,5% en 1880 (comparado con el 1,9% del Reino Unido 1750, creciendo a 19.9% en 1860, y 22.9% en 1880).

## SigloXX
Las medidas de fuerza en el siglo XX (páginas 199-203) usan el tamaño de la población, las tasas de urbanización, los niveles de industrialización de Bairoch per capita, la producción de hierro y acero, el consumo de energía (medido en millones de toneladas métricas de carbón equivalente) y la producción industrial total de los poderes (medido contra la cifra de 100 de Gran Bretaña), para medir la fuerza de las diversas grandes potencias.

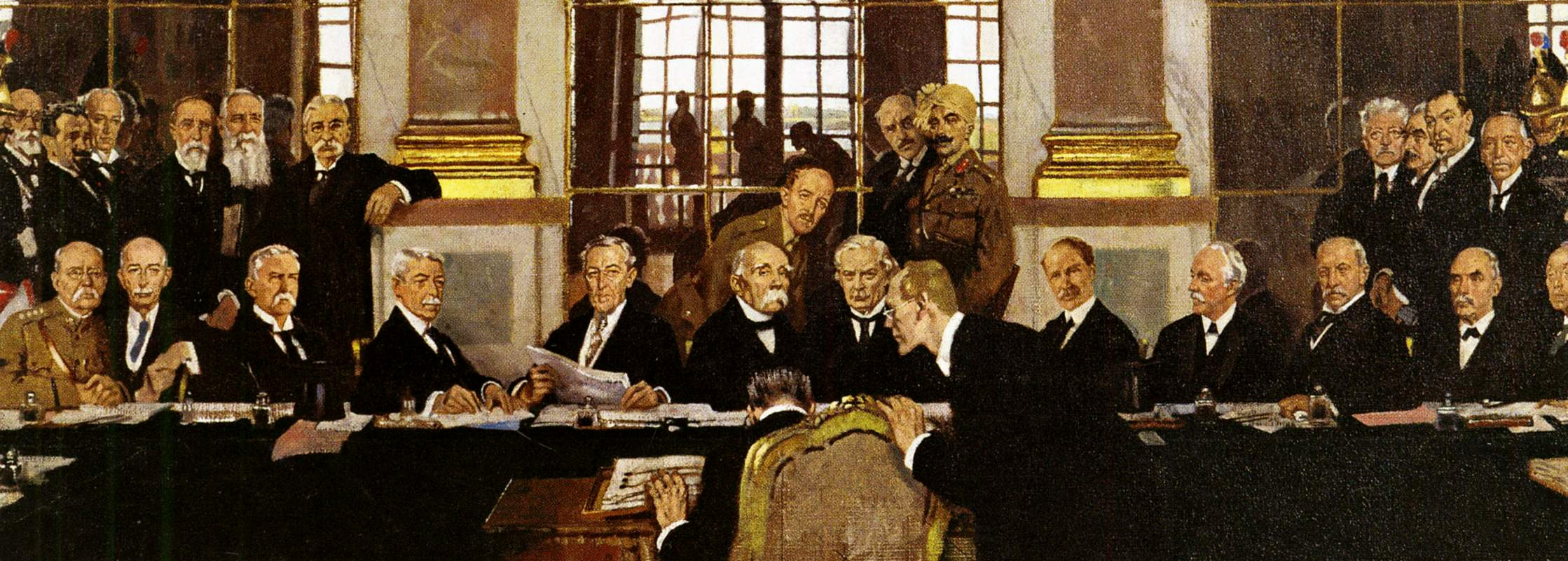
William Orpen – The Signing of Peace in the Hall of Mirrors, Versailles 1919

Kennedy también enfatiza el aumento de la productividad, basado en intervenciones sistemáticas, que llevaron al crecimiento económico y la prosperidad de las grandes potencias en el siglo XX.
Compara las grandes potencias al final del siglo XX y predice el declive de la Unión Soviética, el ascenso de China y Japón, las luchas y el potencial de la Comunidad Económica Europea (CEE) y el declive relativo de los Estados Unidos. Destaca la prioridad de las "cuatro modernizaciones" en los planes de Deng Xiaoping para China -agricultura, industria, ciencia y énfasis militar en el ejército-. Predice que el gasto deficitario continuado, especialmente en la acumulación militar, será la razón más importante para el declive de cualquier gran potencia.

## Los Estados Unidos

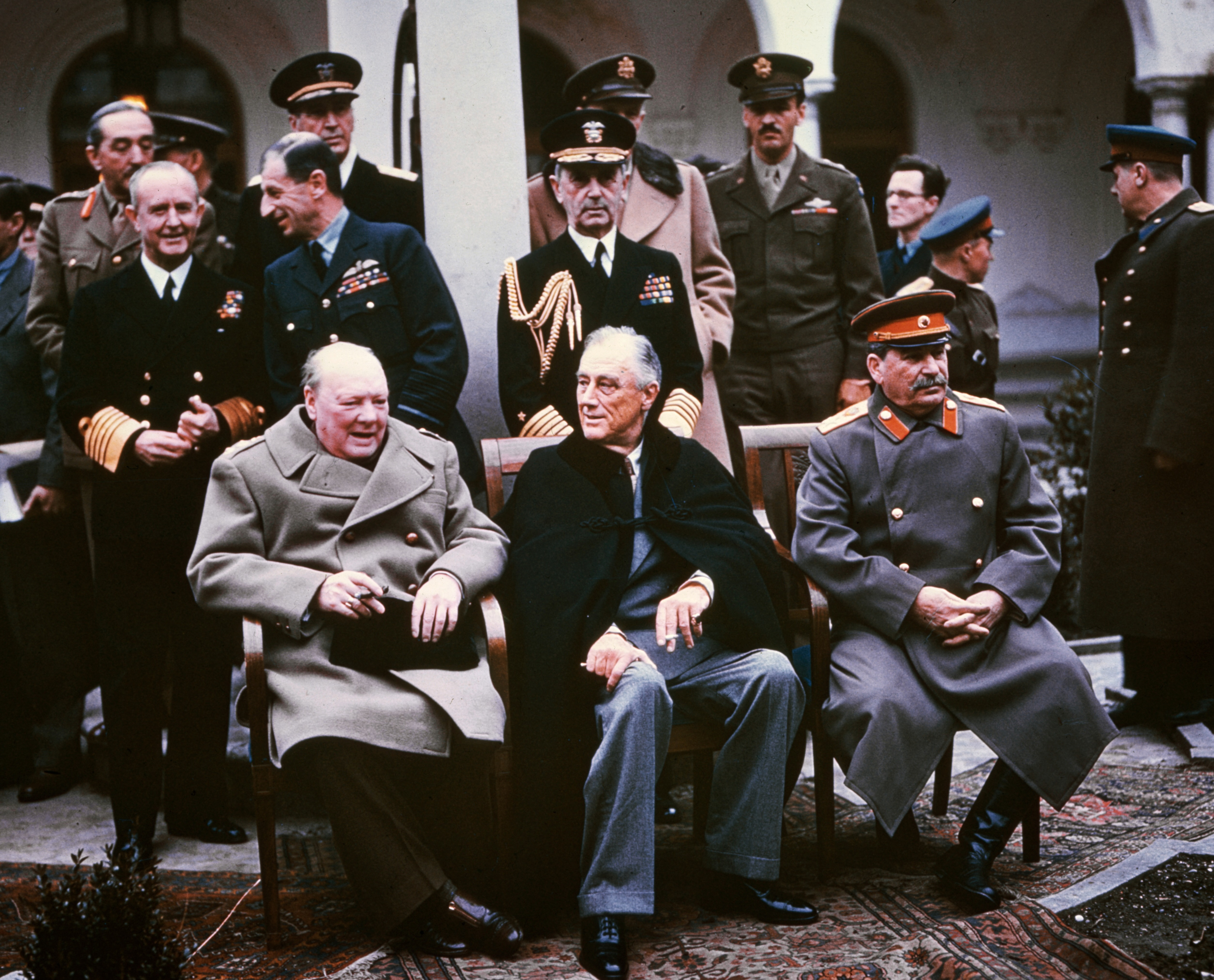
Yalta 1945. Churchill, Roosevelt, Stalin

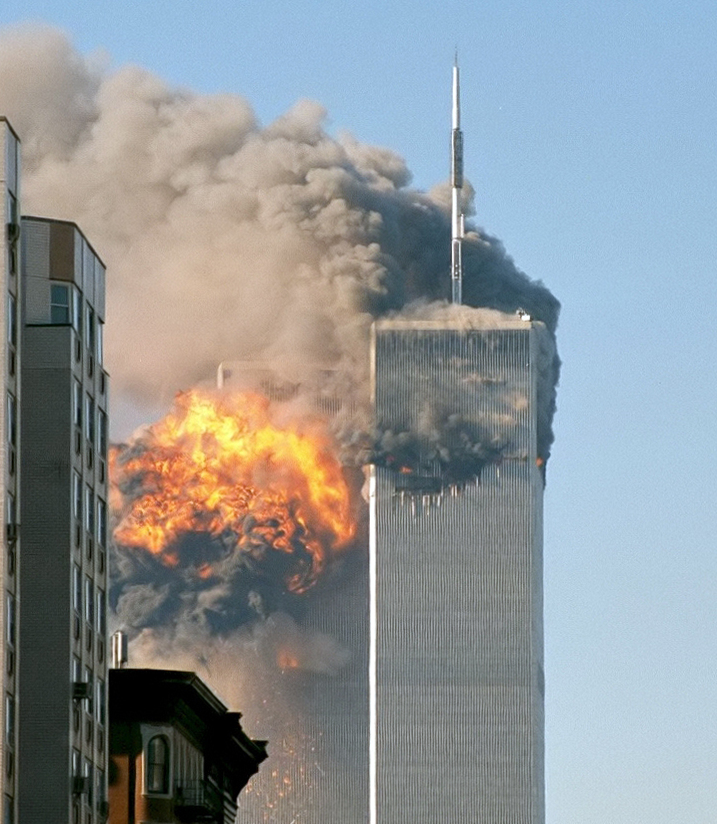
11 de septiembre de 2001

Desde la Guerra Civil hasta la primera mitad del siglo XX, la economía de los Estados Unidos se benefició de una alta producción agrícola, abundantes materias primas, avances tecnológicos e ingresos financieros. Durante este tiempo, los EE. UU. no tuvieron que lidiar con peligros extranjeros. De 1860 a 1914, las exportaciones de EE. UU. se multiplicaron por siete, lo que generó un gran superávit comercial. En 1945, los EE. UU. gozaban de una gran productividad y era la única nación industrializada intacta después de la Segunda Guerra Mundial. Desde la década de 1960 en adelante, los Estados Unidos sufrieron una disminución relativa de su participación en la producción y el comercio mundial. En los años ochenta, Estados Unidos experimentó una disminución de las exportaciones de productos agrícolas y manufacturados. En el espacio de algunos años, los Estados Unidos pasaron de ser el mayor acreedor a ser la nación más deudora. Al mismo tiempo, la deuda federal crecía a un ritmo creciente. Esta situación es típica de hegemonías en declive.
Estados Unidos tiene los problemas típicos de una gran potencia, que incluyen equilibrar armas y mantequilla e inversiones para el crecimiento económico. Para los Estados Unidos el creciente compromiso militar con todos los continentes (además de la Antártida) y el creciente costo del hardware militar limitan severamente las opciones disponibles. Kennedy compara la situación de los EE. UU. a la situación de Gran Bretaña antes de la Primera Guerra Mundial. Comenta que el mapa de las bases de los EE. UU. es similar al de las de Gran Bretaña de antes de la Primera Guerra Mundial.
A medida que crecen los gastos militares, esto reduce las inversiones en crecimiento económico, lo que finalmente "lleva a una espiral descendente de crecimiento más lento, impuestos más altos, profundización de las divisiones internas sobre las prioridades de gasto y debilitamiento de la capacidad de soportar la carga de la defensa". Tal como sigue:
   "La tarea que enfrentan los estadistas estadounidenses en las próximas décadas, por lo tanto, es reconocer que las tendencias generales están en marcha, y que existe la necesidad de "gestionar" los asuntos para que la erosión relativa de la posición de los Estados Unidos se produzca lenta y suavemente, y no se vea acelerada por políticas que traen solamente una ventaja a corto plazo, pero una desventaja a más largo plazo".

## Índice de contenidos
Estrategia y economía en el mundo preindustrial
        El ascenso del mundo occidental
        La apuesta de los Habsburgo por el dominio, 1519-1659
        Finanzas, Geografía y Guerras, 1660-1815
    Estrategia y economía en la era industrial
        Industrialización y cambios globales, 1815-1885
        La llegada de un mundo bipolar y la crisis de los "poderes intermedios": primera parte, 1885-1918
        La llegada de un mundo bipolar y la crisis de los "poderes intermedios": segunda parte, 1919-1942
    Estrategia y economía hoy y mañana
        Estabilidad y cambio en un mundo bipolar, 1943-1980
        Previsiones para el siglo XXI
Mapas, tablas y gráficos
El libro tiene doce mapas, cuarenta y nueve tablas y tres gráficos para ayudar al lector a comprender el texto.